# Порту-Франку (мікрорегіон)
Порту-Франку (порт. Microrregião de Porto Franco) — мікрорегіон в Бразилії, входить в штат Мараньян. Складова частина мезорегіону Південь штату Мараньян. Населення становить 96 746 чоловік на 2006 рік. Займає площу 14 227,014 км². Густота населення — 6,8 чол./км².

## Склад мікрорегіону
До складу мікрорегіону включені наступні муніципалітети:
1. Кампестрі-ду-Мараньян
2. Кароліна
3. Естрейту
4. Порту-Франку
5. Сан-Жуан-ду-Параїзу
6. Сан-Педру-дус-Крентіс

| Бразилія | Це незавершена стаття з географії Бразилії. Ви можете допомогти проєкту, виправивши або дописавши її. |